# Generali Open 2021
Il Generali Open 2021 è stato un torneo di tennis maschile giocato sulla terra rossa. È stata la 76ª edizione dell'evento, appartenente alle ATP Tour 250 nell'ambito dell'ATP Tour 2021. Si è giocata al Tennis Stadium Kitzbühel di Kitzbühel, in Austria, dal 24 luglio al 1º agosto 2021.

## Partecipanti

### Teste di serie
| Giocatore | Nazione               | Ranking* | Testa |
| --------- | --------------------- | -------- | ----- |
| Norvegia  | Casper Ruud           | 14       | 1     |
| Spagna    | Roberto Bautista Agut | 16       | 2     |
| Serbia    | Filip Krajinović      | 34       | 3     |
| Spagna    | Albert Ramos Viñolas  | 43       | 4     |
| Argentina | Federico Delbonis     | 46       | 5     |
| Serbia    | Laslo Đere            | 52       | 6     |
| Slovenia  | Aljaž Bedene          | 58       | 7     |
| Francia   | Richard Gasquet       | 59       | 8     |
| Spagna    | Jaume Munar           | 67       | 9     |
| Spagna    | Carlos Alcaraz        | 73       | 10    |

* Ranking al 19 luglio 2021.

### Altri partecipanti
I seguenti giocatori hanno ricevuto una wild card per il tabellone principale:
- Alexander Erler
- Dennis Novak
- Thiago Seyboth Wild

Il seguente giocatore è entrato come alternate nel tabellone principale:
- Arthur Rinderknech

Il seguente giocatore è entrato come special exempt nel tabellone principale:
- Daniel Altmaier

I seguenti giocatori sono passati dalle qualificazioni:

- Ernests Gulbis
- Jozef Kovalík
- Lukas Neumayer
- Holger Rune

I seguenti giocatore sono entrati come lucky loser nel tabellone principale:
- Carlos Taberner
- Mario Vilella Martínez

### Ritiri
Prima del torneo
- Aljaž Bedene → sostituito da  Carlos Taberner
- Richard Gasquet → sostituito da  Mario Vilella Martínez
- Dušan Lajović → sostituito da  Arthur Rinderknech
- Corentin Moutet → sostituito da  Mikael Ymer
- Lorenzo Musetti → sostituito da  Radu Albot
- Jo-Wilfried Tsonga → sostituito da  Lucas Pouille

## Partecipanti al doppio

### Teste di serie
| Nazione              | Giocatore      | Nazione     | Giocatore        | Ranking* | Testa di serie |
| -------------------- | -------------- | ----------- | ---------------- | -------- | -------------- |
| Bosnia ed Erzegovina | Tomislav Brkić | Serbia      | Nikola Ćaćić     | 99       | 1              |
| Monaco               | Hugo Nys       | Italia      | Andrea Vavassori | 131      | 2              |
| Rep. Ceca            | Roman Jebavý   | Paesi Bassi | Matwé Middelkoop | 147      | 3              |
| Uruguay              | Ariel Behar    | Argentina   | Guillermo Durán  | 166      | 4              |

* Ranking al 19 luglio 2020.

### Altri partecipanti
Le seguenti coppie hanno ricevuto una wildcard per il tabellone principale:
- Alexander Erler /  Lucas Miedler
- Neil Oberleitner /  Tristan-Samuel Weissborn

Le seguenti coppie sono entrate nel tabellone con il ranking protetto:
- Marc López /  Jaume Munar

### Ritiri
Prima del torneo
- Sander Arends /  David Pel → sostituiti da  David Pel /  Arthur Rinderknech
- Ariel Behar /  Gonzalo Escobar → sostituiti da  Ariel Behar /  Guillermo Durán
- Pablo Cuevas /  Fabrice Martin → sostituiti da  Pablo Cuevas /  Thiago Seyboth Wild

## Punti e montepremi
| Evento    | V        | F        | SF       | QF      | 2T      | 1T      | Q    | Q2   | Q1      |
| Singolare | 250      | 150      | 90       | 45      | 20      | 0       | 12   | 0    | 6       |
| Doppio    | 250      | 150      | 90       | 45      | N.D.    | 20      | N.D. | N.D. | N.D.    |
| Singolare | € 24 880 | € 19 795 | € 13 195 | € 9 240 | € 7 425 | € 5 415 | € 0  | € 0  | € 2 645 |
| Doppio    | € 8 840  | € 6 450  | € 5 120  | € 3 790 | N.D.    | € 2 850 | N.D. | N.D. | N.D.    |

## Campioni

### Singolare
Casper Ruud ha sconfitto in finale  Pedro Martínez con il punteggio di 6-1, 4-6, 6-3.
- È il quinto titolo in carriera per Ruud, il quarto della stagione.

### Doppio
Alexander Erler /  Lucas Miedler hanno sconfitto  Roman Jebavý /  Matwé Middelkoop con il punteggio di 7-5, 7-6(5).